# Television (Band)
Television (engl. für Fernsehen) war eine US-amerikanische Rockband, die 1973 in New York City gegründet wurde. Obwohl Television nur drei Studioalben in 14 Jahren veröffentlichten, gelten sie als ausgesprochen einflussreiche und stilprägende Band. Television entstammten, wie die Ramones und Patti Smith, der New Yorker Proto-Punk-Szene. Die Kombination aus großstädtischem Rock mit den Duellen der Gitarristen Tom Verlaine und Richard Lloyd und der an Lou Reed erinnernden Stimme von Tom Verlaine übte einen anhaltenden Einfluss auf nachfolgende Bands aus.

## Geschichte
Die Ursprünge von Television liegen im Jahr 1972. Unter dem Namen „The Neon Boys“ spielten Verlaine, Hell und Ficca in einer Band, die auch einige Singles aufnahm. Nach der Auflösung formierten sie sich schon 1973 unter dem Namen Television neu. Richard Lloyd kam als zweiter Gitarrist hinzu. Da sie sich schnell einen Ruf als vorzügliche Liveband erspielt hatten, hatten sie mehrere Auftritte in New Yorker Veranstaltungsorten. Television war auch die erste CBGB-Band, die regelmäßig im gleichnamigen Musikclub auftrat.
1975 veröffentlichten sie ihre Debütsingle Little Johnny Jewel auf dem Independentlabel Ork Records. Da das Lied für eine herkömmliche Single zu lang war, erschien es über zwei Singleseiten verteilt.
Im Februar 1977 erschien das Debütalbum Marquee Moon auf Elektra Records, das vor allem in Großbritannien auf Resonanz bei Publikum und Kritikern stieß, jedoch ein kommerzieller Misserfolg blieb. Das Album gilt als Klassiker der Rockmusik und ist in zahlreichen Bestenlisten auf vorderen Rängen vertreten, etwa belegt es Platz 107 der 500 besten Alben aller Zeiten des Magazins Rolling Stone. Im April 1978 folgte Adventure, das trotz guter Kritiken im Schatten des Vorgängers stand. Kurz darauf löste sich die Band aufgrund musikalischer Differenzen und Richard Lloyds vermeintlicher Drogensucht auf. Die Mitglieder verfolgten Solokarrieren, wobei Verlaine und Lloyd Soloalben veröffentlichten. 1992 nahm Television ein neues, Television betiteltes Album auf, welches weitgehend wohlwollend bewertet wurde. Ab 2001 ging die Band wieder regelmäßig auf Tournee.
Tom Verlaine starb im Januar 2023 im Alter von 73 Jahren. Zuletzt plante die Band Konzerte für Oktober 2022, diese mussten aus Krankheitsgründen kurzfristig abgesagt werden.

## Stil
Bezogen auf die übrige Punk-Szene nahm das virtuose, jazzbeeinflusste Zusammenspiel von Lloyd und Verlaine eine Sonderstellung ein. Sie haben die Trennung von Lead- und Rhythmusgitarre zugunsten komplexer, ineinandergreifender, kontrapunktischer Strukturen aufgehoben. Die Gitarren ergänzen sich, obwohl sie oft tonal und rhythmisch radikal unterschiedliches Material spielen. Diese Art des Gitarrenarrangements übte einen gewichtigen Einfluss etwa auf The Police, U2, Dream Syndicate, Rain Parade, Russ Tolmans True West oder The Church aus. In neuerer Zeit orientieren sich erneut viele junge Gitarrenbands an dem Vorbild Television, darunter The Strokes.

## Diskografie

### Studioalben
- 1977: Marquee Moon
- 1978: Adventure
- 1992: Television

### Livealben
- 1982: The Blow-Up (Aufnahme: 1978)
- 2003: Live at the Old Waldorf: San Francisco, 6/29/78 (Aufnahme: San Francisco, 29. Juni 1978)
- 2003: Live at the Academy NYC 12.4.1992 (Aufnahme: New York City, 4. Dezember 1992)

### Kompilationen
- 1998: The Best of Television & Tom Verlaine

### Singles
- 1975: Little Johnny
- 1977: Marquee Moon
- 1977: Prove It
- 1977: Venus
- 1978: Foxhole
- 1978: Glory
- 1978: Ain’t That Nothin’
- 1992: Call Mr. Lee
- 1992: In World
- 1992: The Revolution